# 大森インターチェンジ
大森インターチェンジ（おおもりインターチェンジ）は、愛知県名古屋市守山区にある名古屋第二環状自動車道のインターチェンジである。

## 概要
清洲JCT・名古屋西JCT方面への入口と同方面からの出口のみを持つハーフインターチェンジである 。このICから名古屋IC・名古屋南JCT方面へは行くことはできず、同方面からの本線流出もできないことから、流出入にあたっては隣りの引山ICを利用する。
ここから隣の引山ICまでは水底トンネル区間のため、危険物積載車両の通行が禁止されている 。

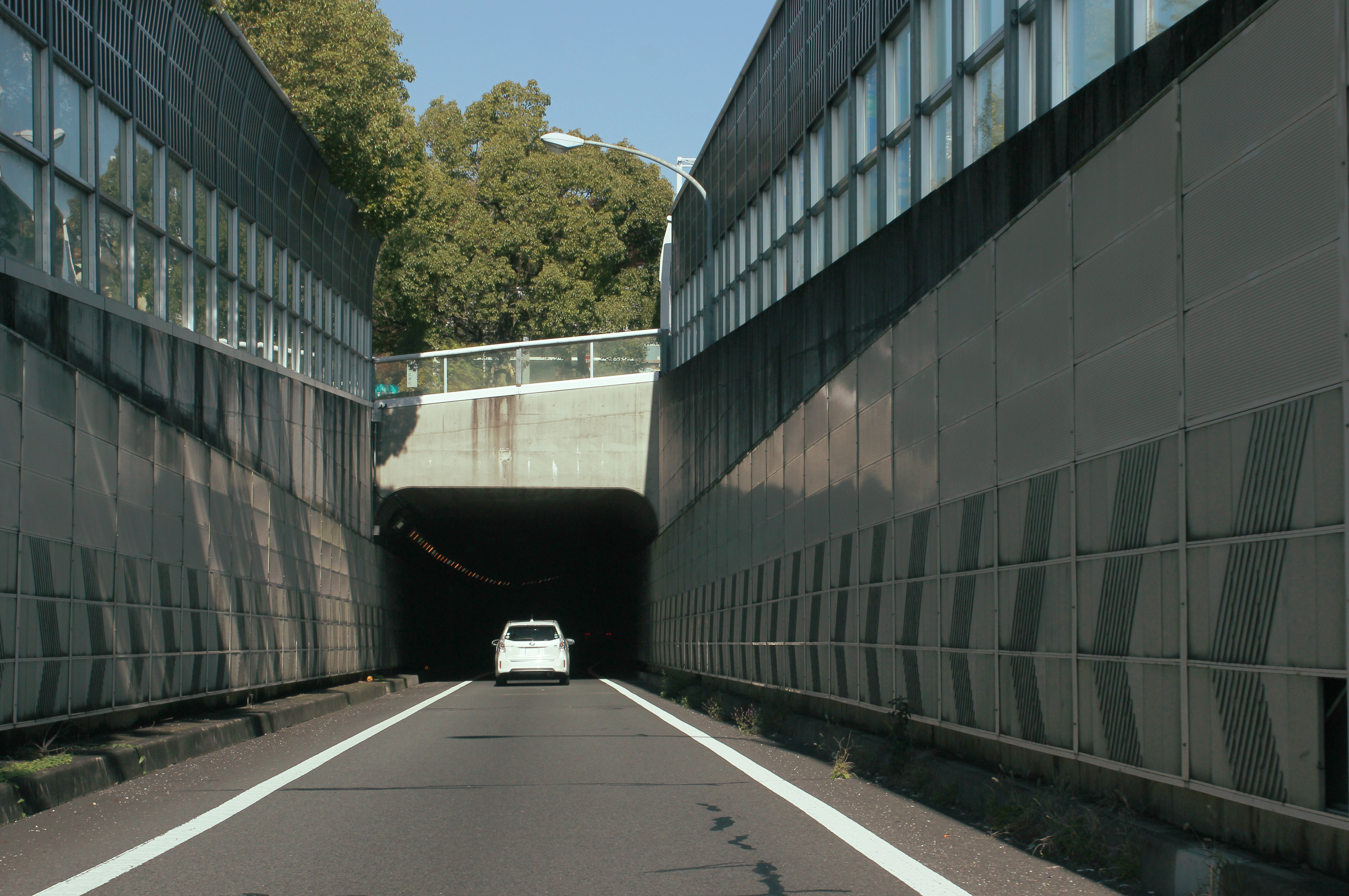
インター入場後直ちに地下へ入る
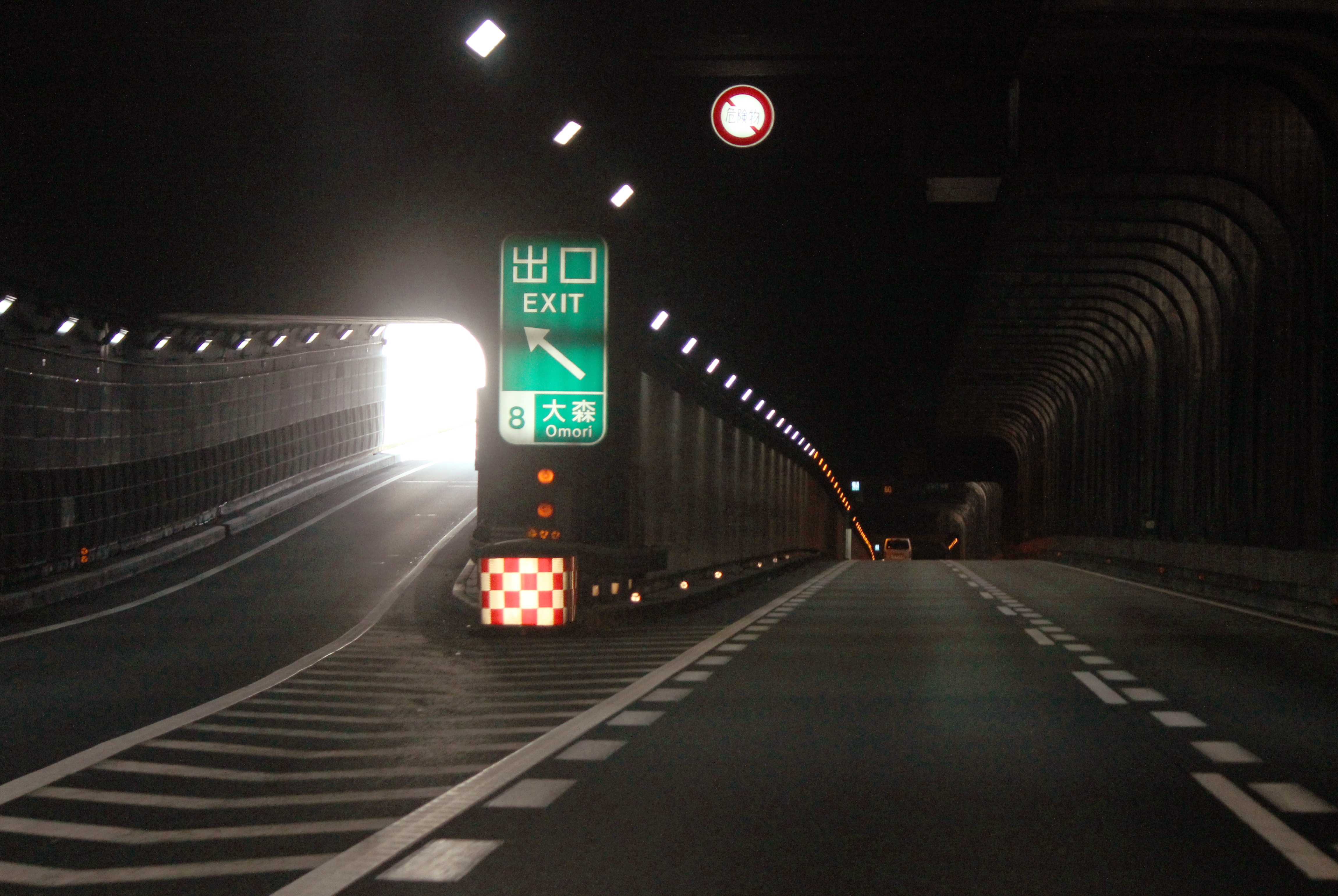
外回り出口への流出部 本線はこの先に水底トンネルがあるため危険物積載車両は通行禁止 （その規制標識を設置している[5]）

## 歴史
- 1993年（平成5年）12月3日 : 東名阪自動車道勝川IC - 名古屋IC間開通と同時に当ICを開設[6]。
- 2011年（平成23年）3月20日 : 所属路線名称を名古屋第二環状自動車道（名二環）に変更[7]。

## 周辺
- 喜多山駅（名鉄瀬戸線）
- 大森・金城学院前駅（名鉄瀬戸線）
- 金城学院大学 / 幼稚園
- イオン 名古屋東店（旧・ダイエー）
- 名古屋市営バス 藪田停留所（平日朝に一部通過する便がある）

## 接続する道路
- 直接接続
  - 国道302号[8]
- 間接接続
  - 名古屋市道千代田通線[8]

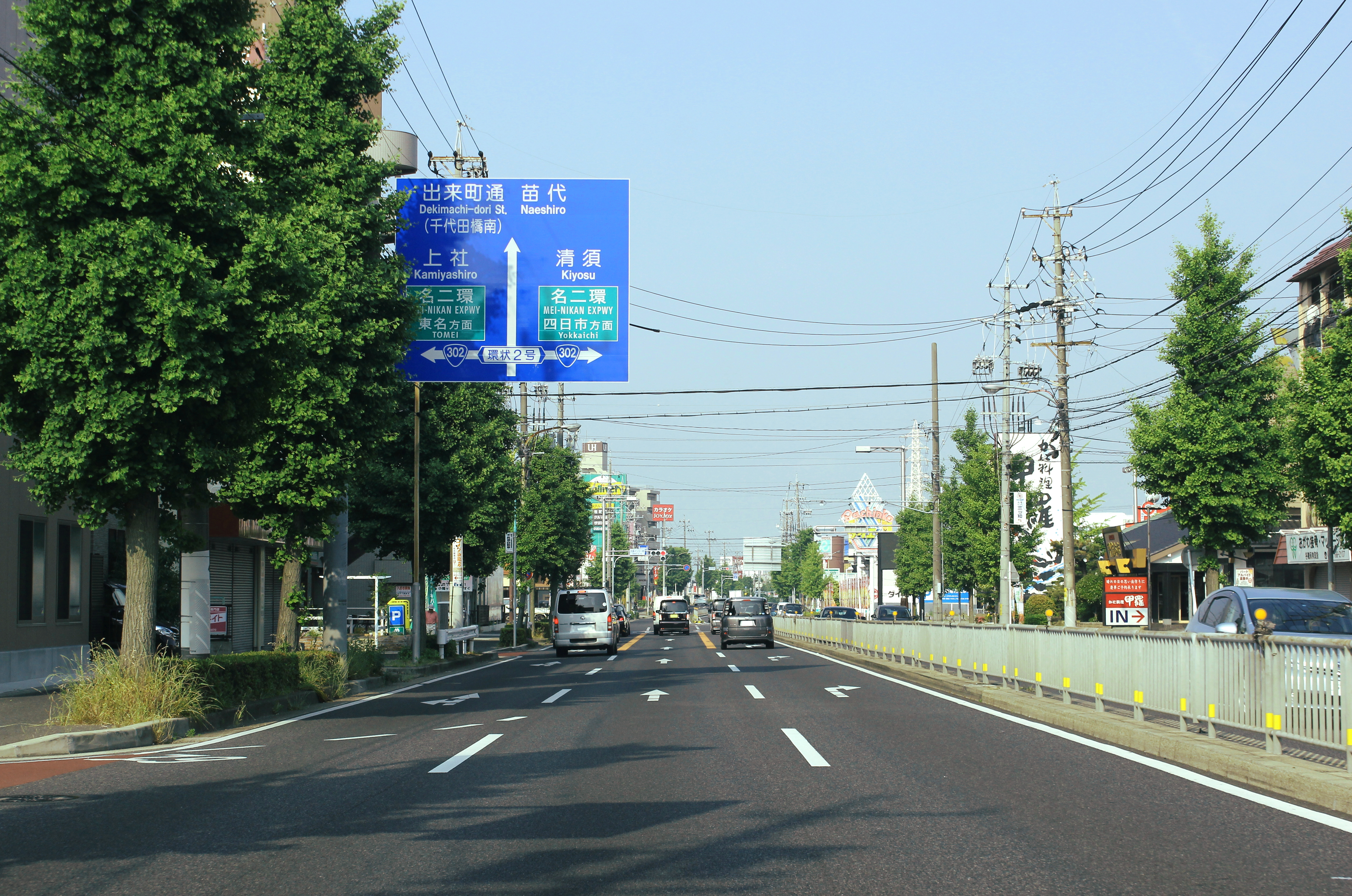
当ICは国道302号を介して名古屋市道千代田通線に接続

## 料金所
| 縦分離方式のトールゲート。右レーンをETC専用とする。 |  | 縦分離方式のトールゲート。右レーンをETC専用とする。 |
| 縦分離方式のトールゲート。右レーンをETC専用とする。 |  |                                                     |

小幡IC同様、用地の制約上1レーン分の幅員しか確保できないことから縦分離の2ゲート方式である。右側をETC専用としている。
レーン運用は、時間帯やメンテナンスなどの事情により変更される場合がある。

### 入口
- レーン数 : 2[11]
  - ETC : 1
  - ETC/一般 : 1

## 隣
C2 名古屋第二環状自動車道
(7)引山IC - (8)大森IC - (9)小幡IC